# U nádrže
U nádrže je přírodní památka v okrese Prostějov. Byla zřízena vyhláškou ONV v Prostějově ze dne 1. srpna 1989. Důvodem ochrany jsou mokřady poblíž vodní nádrže s bohatou květenou, útočiště obojživelníků. Území je ve správě Krajského úřadu Olomouckého kraje.

## Popis lokality
Lokalita chráněného území U nádrže o celkové rozloze 2,4 ha se rozkládá v jižním výběžku Zábřežské vrchoviny cca 5,7 km severozápadně od města Konice na katastrálním území Kladky. Je rašelinního charakteru s chráněnými mokřadními rostlinami a živočichy nad vodní nádrží v okolí prameniště a nejhornějšího toku potoka Špraněk. Jedná se o jedno z území celé sítě maloplošných chráněných lokalit v tomto mikroregionu s výjimečnou druhovou pestrostí s výskytem vzácných a chráněných druhů rostlin a živočichů. Území je chráněno nejen z důvodu zachování těchto vzácných a ohrožených druhů, ale i z důvodu jejich možného šíření do okolí.

## Fotogalerie

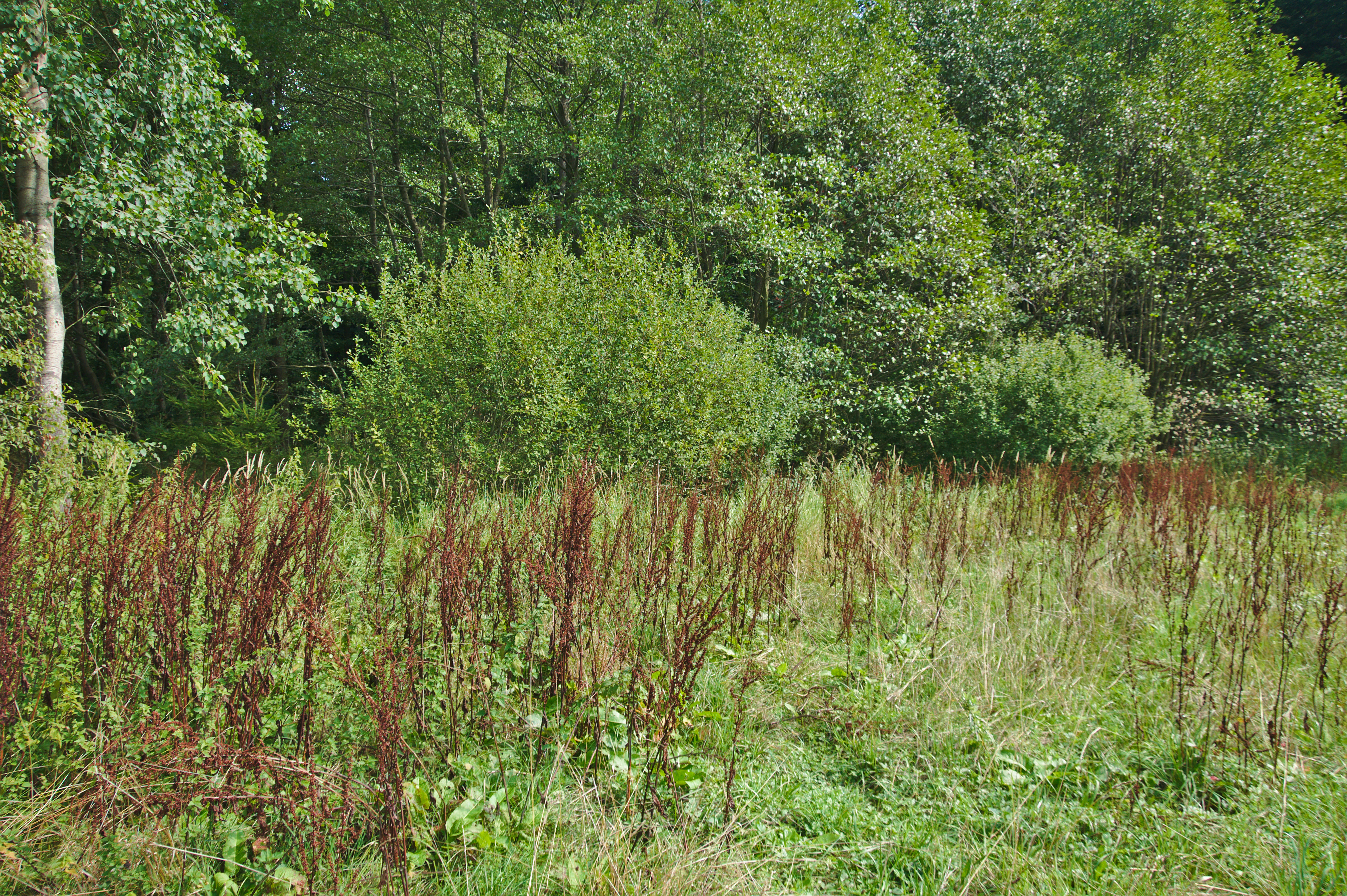
Prameniště Špraňku
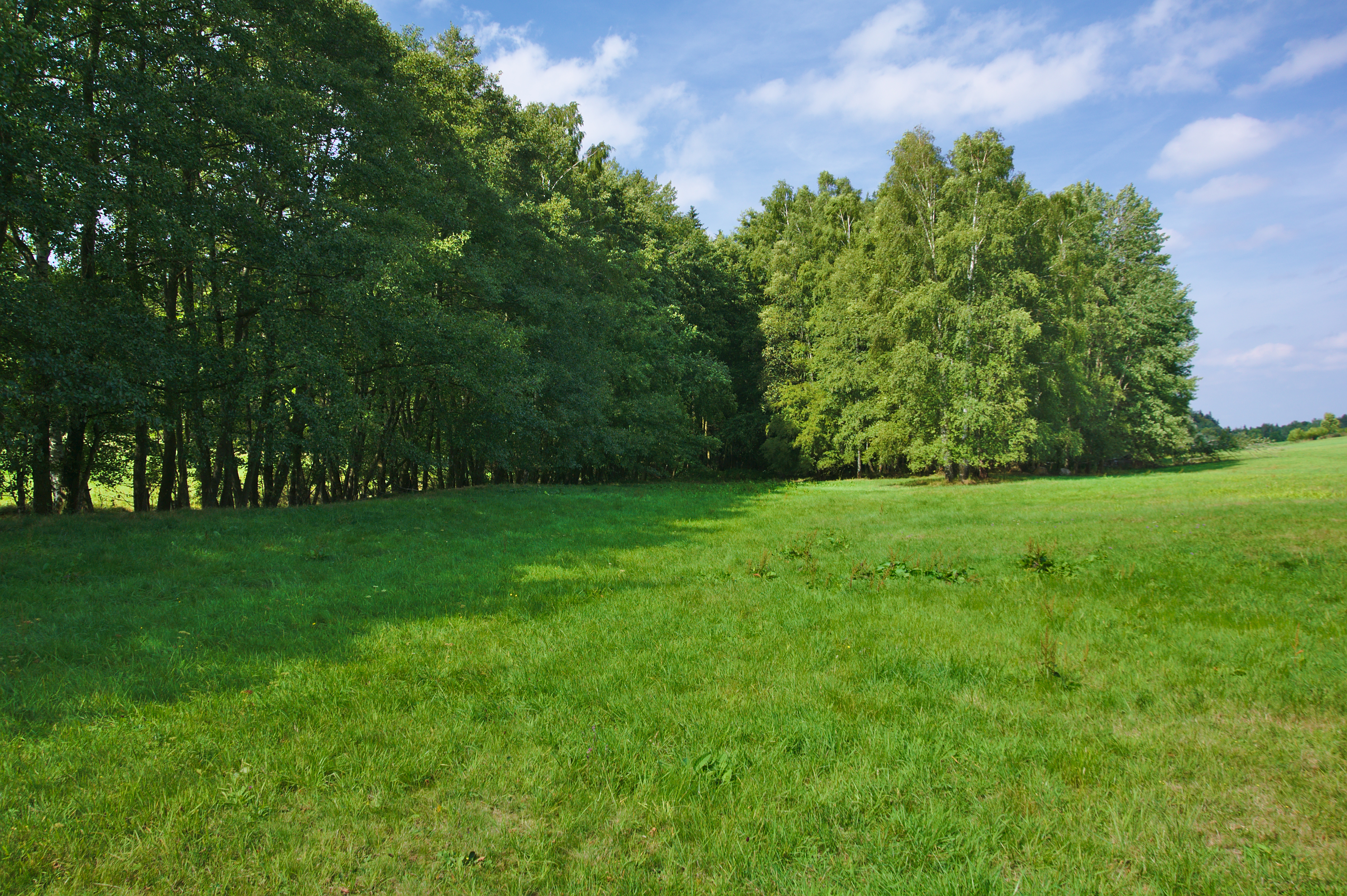
Špraněk
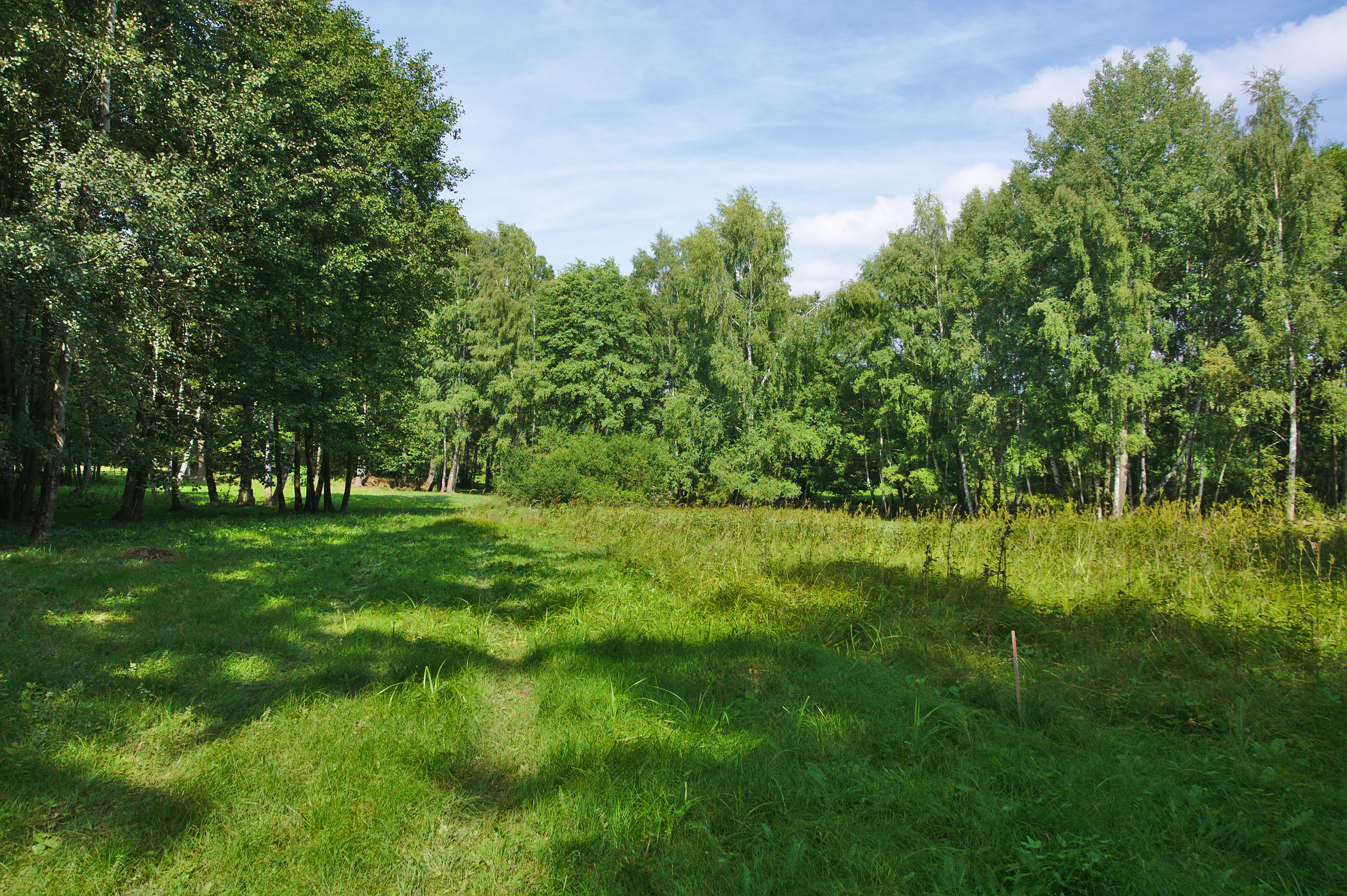
Údolí Špraňku
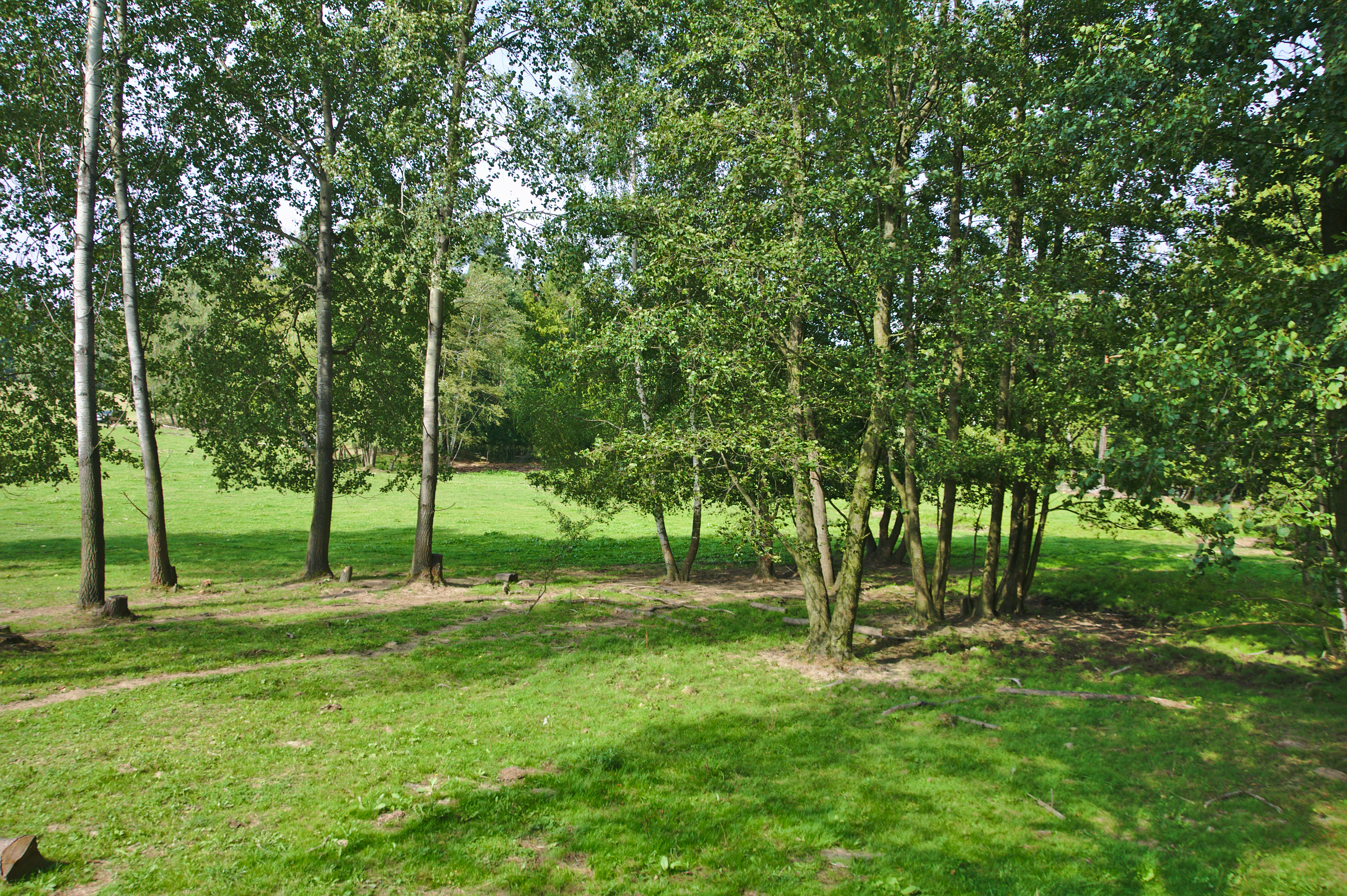
Ohrada pro dobytek
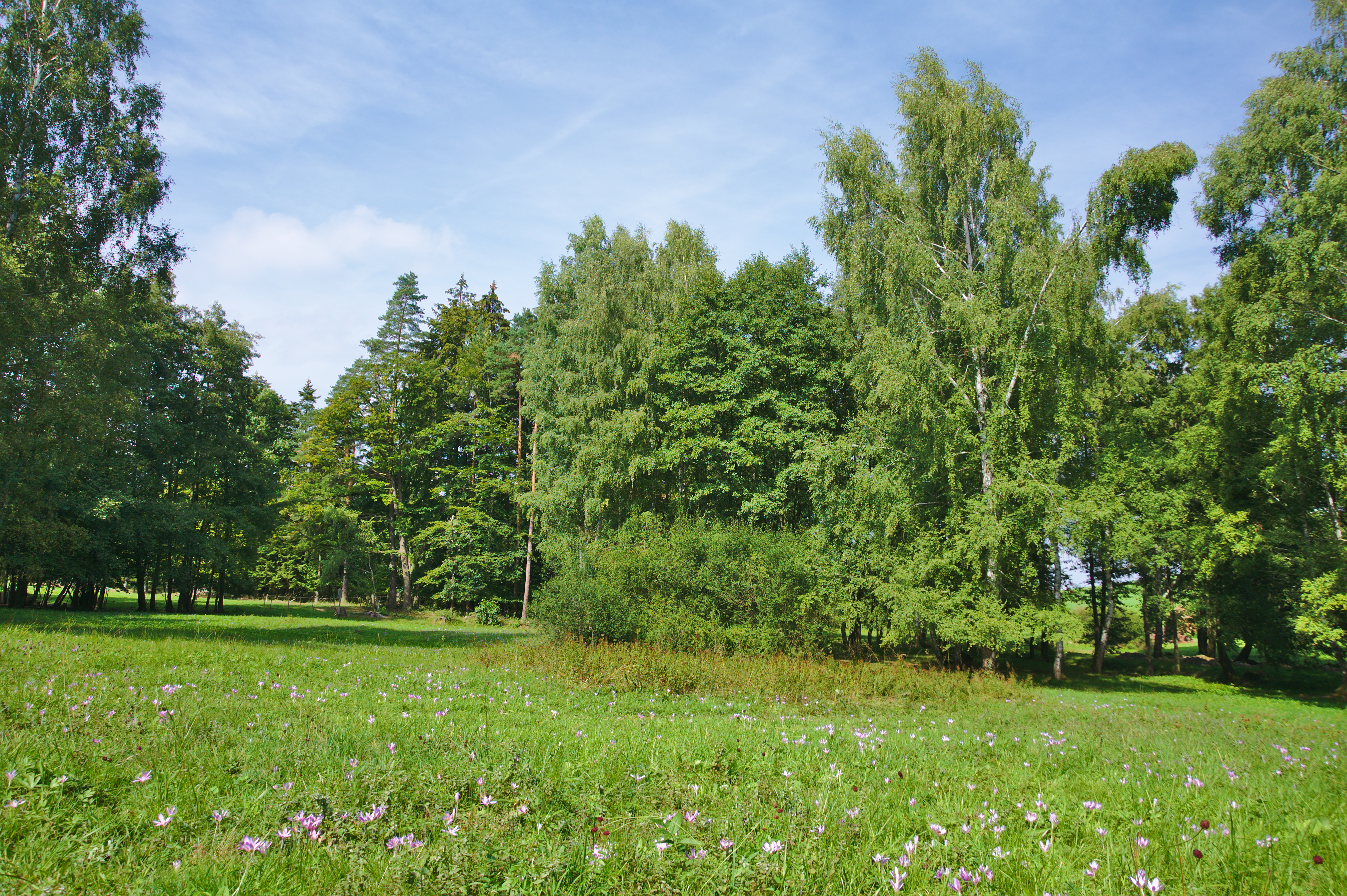
Kvetoucí louka